# Битва при Пальцигу
Битва при Пальцигу (битва при Каї) — битва Семирічної війни, яка відбулася 23 (12 за старим стилем) липня 1759 року між російською армією генерала Салтикова і прусським корпусом генерала Веделя на території між містечком Пальциг (біля сучасного польського міста Сулехув) і селом Кай (звідси німецька назва битви — битва при Каї). Битва закінчилася перемогою російського війська і відступом пруссаків.

## Передумови
Улітку 1759 року російська армія генерал-аншефа Петра Салтикова почала наступ проти прусських військ з ціллю виходу до Одера і з'єднання з австрійськими військами. Салтиков завдав поразки прусському корпусу генерала Дона. Прусський король Фрідріх ІІ був стривожений успіхами союзників і тому направив на Одер корпус генерала Веделя. Ведель мав за будь-яку ціну зупинити просування російських військ і не дати їм форсувати Одер. Фрідріх наказав Веделю негайно атакувати росіян і відкинути їх на схід.
14 липня 1759 року армія Салтикова почала наступ у напрямку Кроссена. 19 липня російські війська зайняли Цюлліхау, де Салтиков дав своїй армії можливість перепочити. 20 липня до Цюлліхау підійшов корпус Веделя, але прусський командувач вирішив не поспішати з атакою. Тимчасом росіяни зайняли висоти біля села Кай. 22 липня Ведель отримав наказ Фрідріха про атаку на росіян. В той же день росіяни відновили свій марш до Одера.

## Сили сторін
Прусський корпус Веделя налічував 18 тисяч піхотинців і 9380 кінноти — разом 27 400 вояків, а також 56 гармат. Російська армія Салтикова мала 52 300 вояків (з них близько 10 тисяч — кіннота) і 188 важких гармат.

## Хід битви
Ведель вирішив атакувати російські війська, коли ті перебували на марші. Для атаки він вирішив зайняти висоти в районі містечка Пальциг, однак він недооцінив противника і не провів належної розвідки. Росіяни зайняли Пальцизькі висоти раніше пруссаків о 13.00 23 липня. Зайнявши Пальциг російський командувач Салтиков дізнався від своїх розвідників про початок прусського наступу і наказав негайно зайняти оборону. Місцевість сприяла успішній обороні — навколо Пальцига були ліси, пагорби і водойми. Тим часом у пруссаків не було простору для маневру.
О 14.30 російська армія завершила бойове шикування. В першій лінії стояла дивізія генерала Фермора, зліва від неї — обсерваційний корпус генерала Голіцина і кіннота генерала Тотлебена, в другій лінії стояла дивізія генерала Вільбоа, кирасири генерала Єропкіна і полк Томаса Деміку. На правому фланзі була зосереджена артилерія.
Пруссаки переправилися через джерело Ейхмюлен і атакували фланги армії Салтикова. Ведель вважав що перед ним лише передові частини армії Салтикова, але він прорахувався. Пруссаки кинулися в атаку без артилерійської підтримки і потрапили під потужний артилерійський вогонь росіян.
Пруссаки намагалися прорвати оборону росіян на їхніх флангах, але всі їхні атаки були відбиті з величезними втратами. Спроба прусської кінноти вийти в тил російським військам закінчилася повною поразкою. Однак, пруссакам вдалося потіснити росіян на їхньому правому фланзі. Але цю атаку успішно відбили російські кирасири. До 19.00 прусські війська були розбиті і почали відступ. Росіяни не переслідували відступаючого противника.

## Підсумки битви
Під Пальцигом пруссаки втратили 8300 вояків убитими і пораненими. 14 гармат, 4 прапори і 3 штандарти стали трофеями росіян. Росіяни втратили до 5 тисяч вояків убитими і пораненими.
Ведель не зміг зупинити наступ росіян. Салтиков зміг форсувати Одер і з'єднатися з австрійським корпусом генерала Лаудона. Фрідріх II був змушений особисто на чолі прусських військ йти зупиняти союзників і незабаром був розбитий у битві під Кунерсдорфом.